# Сухі ліси Тумбесу та П'юри
Сухі ліси Тумбесу та П'юри (ідентифікатор WWF: NT0232) — неотропічний екорегіон тропічних та субтропічних сухих широколистяних лісів, розташований на південному заході Еквадору та на північному заході Перу.

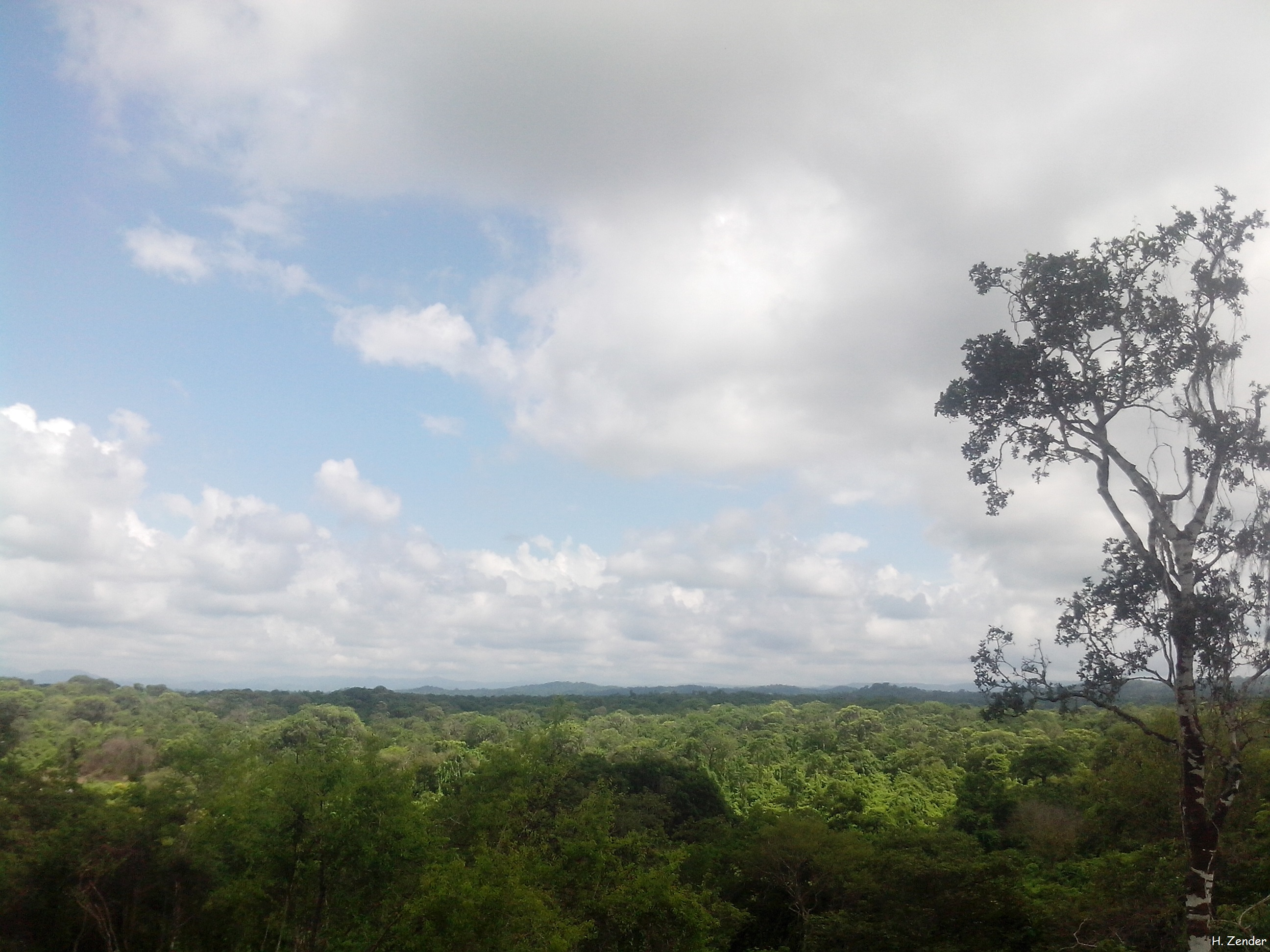
Ліс в Тумбесі під час вологого сезону

## Географія
Екорегіон сухих лісів Тумбесу та П'юри охоплює територію площею понад 41 000 км², що простягається від узбережжя Тихого океану до західних передгір'їв Анд. Північна частина регіону розташована в межах еквадорської провінції Ель-Оро, тоді як решта регіону знаходиться в межах Північно-Західного Перу. Екорегіон повністю охоплює перуанський регіон Тумбес, а також більшу частину регіонів П'юрb і Ламбаєке та західну частину регіону Кахамарка.
Рельєф регіону переважно представлений прибережними рівнинами, над якими подекуди підіймаються пагорби, а також кількома невисокими гірськими хребтами, такими як Серрос-де-Амотапе, які простягаються з південного заходу на північний схід через південь Тумбесу. На сході прибережні рівнини регіону переходять у передгір'я Анд. З геологічної точки зору у низинних районах переважають голоценові піски та глини, а на більших висотах — докембрійські амфіболіти, палеозойські граніти, девонські кварцити та аргіліти, а також карбонові темні вапняки, пісковики та алевроліти. З Анд до Тихого океану через територію регіону стікає низка річок, найбільшими з яких є Гуаяс, Зарумілья, Тумбес, П'юра та Чіра. Більшість з них беруть початок в горах Еквадору і течуть протягом всього року, тоді як річки, що беруть початок в Перуанських Андах, є здебільшого сезонними і під час сухого сезону пересихають.
На півночі сухі ліси Тумбесу та П'юри переходять у затоплювані луки Гуаякілю, в горах на сході — у гірські ліси Північно-Західних Анд та гірські ліси Кордильєри-Реаль, а в горах на південному сході — у гірські ліси Перуанської юнги та у сухі ліси долини Мараньойну. В прибережних районах на південному заході сухі ліси регіону переходять у пустелю Сечура, а у деяких прибережних районах на півночі — у мангри Гуаякільської затоки та Тумбесу. Від сухих лісів Західного Еквадору, які екологічно подібні до сухих лісів Тумбесу та П'юри, екорегіон відділений Гуаякільською затокою.

## Клімат
В межах екорегіону переважає теплий та посушливий напівпустельний клімат (BSh за класифікацією кліматів Кеппена) або пустельний клімат (BWh за класифікацією Кеппена), а у більш вологих передгір'ях на сході — саванний клімат (Aw за класифікацією Кеппена). Середньорічна температура в регіоні коливається від 24 до 27 °C, а середньорічна кількість опадів — від 100 до 500 мм, більшість з яких випадає під час сезону дощів з січня по березень. Протягом решти року триває виражений сухий сезон. Під час подій Ель-Ніньйо, які відбуваються з інтервалом у 3-16 років, кількість опадів збільшується в десятки разів. Ці періоди надмірної вологості дозволяють прирости тисячам видам рослин, які забезпечують їжею багато різноманітних тварин.

## Флора
В межах екорегіону зустрічаються різні рослинні угруповання, зокрема колючі напівпустельні чагарники та кактусові зарості, а також густі колючі ліси. Основними рослинними угрупованнями є сезонні сухі ліси, дерева у яких скидають листя під час тривалого сухого сезону. Їх основу складають види, пристосовані до екстремальних посушливих умов, зокрема характерні майже ендемічні тритичинкові сейби (Ceiba trischistandra), які утворюють ліси, відомі як сейбал. У чагарниках чапаралю переважають жовті кордії (Cordia lutea), деякі види бугенвілії або папелільо (Bougainvillea spp.) та різноманітні кактуси, а у чагарниках альгарробалю — різні види мескітових дерев або альгарробо (Prosopis spp.). Серед інших рослин, поширених у сухих лісах екорегіону, слід відзначити дерево уасанго (Loxopterygium huasango), чорну кібрахачу (Handroanthus billbergii), запашну бурзеру (Bursera graveolens), китицецвітий зизифус (Sarcomphalus thyrsiflorus), щиткову цезальпінію (Caesalpinia corymbosa), шорсткий колікодендрон (Colicodendron scabridum), різнобарвний бомбакс (Eriotheca discolor), рясноцвіту альбіцію (Albizia multiflora) та колюче альмендро (Geoffroea spinosa).
Загалом флора екорегіону характеризується високим різноманіттям та рівнем ендемізму, особливо серед деревних видів, пристосованих до посушливих умов. Сухі ліси Тумбесу та П'юри є одним з важливих центрів флористичного різноманіття мескітів (Prosopis spp.) у світі. Ці рослини виконують важливу екологічну функцію, захоплюючи та фіксуючи азот у своїх коренях, і таким чином збагачуючи ґрунт та допомагаючи іншим видам.

## Фауна
Серед поширених в екорегіоні ссавців слід відзначити тропічного білохвостого оленя (Odocoileus virginianus tropicalis), оцелота (Leopardus pardalis), ягуарунді (Herpailurus yagouaroundi), пампаського кота (Leopardus pajeros), тайру (Eira barbara), білоносу носуху (Nasua narica), колумбійського ревуна (Alouatta palliata), чорно-білого капуцина (Cebus capucinus), південного опосума (Didelphis marsupialis), дев'ятипоясного броненосця (Dasypus novemcinctus) та північного тамандуа (Tamandua mexicana). Майже ендемічними представниками екорегіону є сечурські зорро (Lycalopex sechurae), еквадорські капуцини (Cebus aequatorialis), гуаякільські вивірки (Sciurus stramineus), тихоокеанські щетинці (Proechimys decumanus), жовтуваті рисові хом'яки (Aegialomys xanthaeolus), перуанські бавовняні хом'яки (Sigmodon peruanus), пустельні листовухі хом'ячки (Phyllotis gerbillus), матапальські широконосі листоноси (Platyrrhinus matapalensis), товариські плодоїди (Artibeus fraterculus), малі еквадорські жовті кажани (Rhogeessa velilla), лагідні пергачі (Eptesicus innoxius) та димчасті фурієкрили (Amorphochilus schnablii).
Орнітофауна екорегіону включає низку майже ендемічних видів птахів, більшість з яких також зустрічається у сухих лісах Західного Еквадору, а деякі — також у прибережній пустелі
Сечура на заході Перу. Серед майже ендемічних птахів, поширених в сухих лісах і чагарниках екорегіону, слід відзначити білобрового татаупу (Crypturellus transfasciatus), рудоголову чачалаку (Ortalis erythroptera), бліду горличку (Leptotila pallida), вохристогруду горличку (Leptotila ochraceiventris), еквадорського талпакоті (Columbina buckleyi), еквадорського дрімлюгу (Nyctidromus anthonyi), куцохвостого колібрі (Myrmia micrura), зелену амазилію (Amazilis amazilia), еквадорського трогона (Trogon mesurus), сіроголового канюка (Pseudastur occidentalis), чагарникову сплюшку (Megascops roboratus), еквадорського аракарі (Pteroglossus erythropygius), вогнистокрилого дзьогана (Veniliornis callonotus), еквадорського добаша (Picumnus sclateri), гуаякильського дятла-кардинала (Campephilus gayaquilensis), червоноголового аратингу (Psittacara erythrogenys), сірощокого тіріку (Brotogeris pyrrhoptera), еквадорського папугу-горобця (Forpus coelestis), білокрилого сорокуша-малюка (Thamnophilus bernardi), чагарникову мурашницю (Grallaria watkinsi), рудокрилого горнеро (Furnarius cinnamomeus), берегового землекопа (Geositta peruviana), білогорлого пію (Synallaxis stictothorax), темноголового пію (Synallaxis tithys), рудоголового філідора (Clibanornis erythrocephalus), рудокрилого тапакуло (Melanopareia elegans), еквадорського бекарда (Pachyramphus spodiurus), еквадорського віялочуба (Onychorhynchus occidentalis), перуанську рару (Phytotoma raimondii), сіроспинного тирана (Tyrannus niveigularis), перуанського тиранця (Pseudelaenia leucospodia), світлокрилого мухоїда (Phaeomyias tumbezana), сіроволого москверо (Lathrotriccus griseipectus), рудого копетона (Myiarchus semirufus), смугасту курету (Myiophobus crypterythrus), еквадорську паю (Cyanocorax mystacalis), смугастого різжака (Campylorhynchus fasciatus), довгохвостого пересмішника (Mimus longicaudatus), тропічного дрозда (Turdus maculirostris), еквадорського дрозда (Turdus reevei), еквадорську ясківку (Petrochelidon rufocollaris), еквадорського трупіала (Icterus graceannae), чагарникового трупіала-чернеця (Dives warczewiczi), еквадорського чижа (Carduelis siemiradzkii), західного тихоголоса (Arremon abeillei), сіру вівсянку-інку (Piezorina cinerea), еквадорського посвіржа (Sicalis taczanowskii), папугодзьобого зерноїда (Sporophila peruviana), маскову свертушку (Poospiza hispaniolensis) та кармінку (Rhodospingus cruentus).
Ендеміками екорегіону є білокрилі пенелопи (Penelope albipennis), еквадорські колібрі (Thaumasius baeri), еквадорські білозорки (Tachycineta stolzmanni), білоголові заросляки (Atlapetes albiceps) та тумбезії (Tumbezia salvini). Серед інших поширених в регіоні птахів слід відзначити сіроголового талпакоті (Columbina cruziana), еквадорську зенаїду (Zenaida meloda), малого ані (Crotophaga sulcirostris), перуанського колібрі (Thaumastura cora), пустельного канюка (Parabuteo unicinctus), американського боривітра (Falco sparverius), аргентинську каракару (Caracara plancus), американського сича (Athene cunicularia), перуанського сичика-горобця (Glaucidium peruanum), оливковокрилого дятла-смуганя (Colaptes rubiginosus), строкатоголового дереволаза (Lepidocolaptes souleyetii), тропічного тирана (Tyrannus melancholicus), короткохвостого дормілона (Muscigralla brevicauda), плямистоволого поплітника (Pheugopedius sclateri), тропічну комароловку (Polioptila plumbea), короткохвостого шпаркоса (Leistes bellicosus), жовточеревого кардинала-довгоноса (Pheucticus chrysogaster), рудогорлого зерноїда (Sporophila telasco), смугастоволого зернолуска (Saltator striatipectus) та золотоголового посвіржа (Sicalis flaveola).
Герпетофауна екорегіону включає звичайних ігуан (Iguana iguana) та майже ендемічних несправжніх варанів (Callopistes flavipunctatus) і шишкуватих тихоокеанських ігуан (Microlophus occipitalis). На океанічному узбережжі регіону зустрічаються рідкісні зелені черепахи (Chelonia mydas) та бісси (Eretmochelys imbricata).

## Збереження
Оцінка 2017 року показала, що 3750 км², або 9 % екорегіону, є заповідними територіями. Природоохоронні території включають: Національний парк Серрос-де-Амотапе, Тумбеський національний заповідник та Мисливський заказник Ель-Анголо в Перу, а також Екологічний заповідник Аренільяс в Еквадорі.